# Cavona
Cavona è una frazione del comune italiano di Cuveglio posta ad oriente del centro abitato, alle pendici settentrionali del Campo dei Fiori.

## Storia
Il piccolo centro di Cavona appartenne storicamente alla pieve di Val Cuvia, compresa nel Ducato di Milano. Nel 1751 il borgo contava 318 residenti.
Con la suddivisione della Lombardia austriaca in province (1786) Cavona fu assegnata alla provincia di Varese, per passare nel 1791 alla provincia di Milano. Nel 1805 salì a 376 abitanti.
In età napoleonica Cavona divenne frazione di Cuvio (1809) e successivamente di Rancio (1812), recuperando l'autonomia con la costituzione del regno Lombardo-Veneto (1816). Nel 1853 il censimento contò 405 persone.
All'Unità d'Italia (1861) il comune contava 472 abitanti. La natura montagnosa e agricola dei dintorni causò poi un lento decadimento demografico, che risultò nei 388 residenti nel 1921. Nel 1928 il comune fu aggregato a quello di Cuvio; nel 1956 divenne frazione del ricostituito comune di Cuveglio.

## Infrastrutture e trasporti
Posta lungo la strada statale 394 del Verbano Orientale, fra il 1914 e il 1949 Cavona era servita da una fermata della tranvia della Valcuvia, che transitava lungo tale arteria stradale.